# The Dream Academy
The Dream Academy va ser una banda anglesa de folk rock, formada pel cantant i guitarrista Nick Laird-Clowes; el multiinstrumentista (principalment l'oboè, també el corn anglès) Kate St John; més el teclista Gilbert Gabriel. Van destacar pel l'èxit del seu single "Life in a Northern Town".

## Discografia

### Àlbums d'estudi
| 1985                                    | The Dream Academy - Llançament: novembre 1985 - Discogràfica: Warner Bros. Records | 58 | 20  |
| 1987                                    | Remembrance Days - Llançament: 1987 - Discogràfica: Reprise Records                | —  | 181 |
| 1990                                    | A Different Kind of Weather - Llançament: 1990 - Discogràfica: Reprise Records     | —  | —   |
| "—" denotes releases that did not chart |                                                                                    |    |     |

### Compilacions
| Any  | Detalls                                                                                |
| ---- | -------------------------------------------------------------------------------------- |
| 2000 | Best of the Dream Academy - Llançament: 28 març 2000 - Discogràfica: WEA International |

### Singles
| 1985                                    | "Life in a Northern Town"                       | 15 | 7  | 2  | 7  | The Dream Academy                     |
| 1985                                    | "The Edge of Forever"                           | —  | —  | —  | 37 | The Dream Academy                     |
| 1985                                    | "This World"                                    | —  | —  | —  | —  | The Dream Academy                     |
| 1986                                    | "The Love Parade"                               | 68 | 36 | 13 | —  | The Dream Academy                     |
| 1986                                    | "Please, Please, Please Let Me Get What I Want" | —  | —  | —  | —  | Ferris Bueller's Day Off (soundtrack) |
| 1986                                    | "Indian Summer"                                 | —  | —  | —  | —  | Remembrance Days                      |
| 1987                                    | 'The Lesson of Love"                            | —  | —  | —  | —  | Remembrance Days                      |
| 1987                                    | "Power to Believe"                              | —  | —  | —  | —  | Remembrance Days                      |
| 1987                                    | "In the Heart"                                  | —  | —  | —  | —  | Non-album song                        |
| 1990                                    | "Love"                                          | —  | —  | —  | —  | A Different Kind of Weather           |
| 1991                                    | "Angel of Mercy"                                | —  | —  | —  | —  | A Different Kind of Weather           |
| "—" denotes releases that did not chart |                                                 |    |    |    |    |                                       |